# Mio Takaki
Pour les articles homonymes, voir Takaki.
 (mai 2025).
Si vous disposez d'ouvrages ou d'articles de référence ou si vous connaissez des sites web de qualité traitant du thème abordé ici, merci de compléter l'article en donnant les références utiles à sa vérifiabilité et en les liant à la section « Notes et références ».
Mio Takaki (高樹 澪) est une actrice japonaise née le 31 décembre 1959 à Fukuoka.

## Filmographie
- 2003 : Chirusoku no natsu (Summer of Chirusoku) : Ikuko, 26 ans plus tard
- 2003 : Bô san Bengoshi Gôda Muei
- 2002 : Nandemoya ôkura no jikenbo
- 2002 : Ukiha: Shônen tachi no natsu
- 2002 : Urutoraman Kosumosu 2: The Blue Planet
- 2000 : Hakata Movie: Chinchiromai : Hanami Kozakura
- 2000 : Ultraman Tiga: The Final Odyssey : Capitaine Megumi Iruma
- 1998 : Ultraman Tiga & Ultraman Dyna : Capitaine Megumi Iruma
- 1997 : Ultraman Dyna : Megumi Iruma
- 1996 : Ultraman Tiga : Capitaine Megumi Iruma
- 1995 : Hitogari: Shûshoku sensen satsujin jiken
- 1995 : Eko Eko Azarak : Kyoko Shirai
- 1991 : Chôkôsô hantingu : Kaori Himi
- 1990 : Kanbakku
- 1990 : Yonimo kimyô na monogatari
- 1990 : Ultra Q the Movie: Legend from the Stars : Mayumi Hoshino
- 1990 : Hana no kisetsu
- 1990 : Hotel
- 1989 : The guinea pig 2: Nôtoru Damu no andoroido
- 1987 : Kôsui shinjû: Yokomizo Seishi supesharu : Miyoko Kobayashi
- 1986 : Asobi ja nai no yo, kono koi wa : Kiyoko Sukefuji
- 1985 : The Berlin Affair : Mitsuko Matsugae
- 1983 : Mazakon-keiji no jikenbo
- 1983 : Stewardess monogatari : Nobuko Ishida
- 1982 : Kyôdan (The Shootout) : Hiromi Mizutani